# Алажиде
Алажиде́ (каз. Алажиде) — станційне селище у складі Аксуського району Жетисуської області Казахстану. Входить до складу  Молалинського сільського округу.
Населення — 254 особи (2021; 387 у 2009, 641 у 1999, 919 у 1989).

## Історія
Взимку 2009 року до складу селища було включене село Орманова згідно з рішенням масліхату Жетисуської області від 9 грудня 2009 року № 26-165 та постановою акімату Жетисуської області від 9 грудня 2009 року № 217.